# Museu Murillo La Greca
O Museu Murillo La Greca é um museu brasileiro localizado no bairro do Parnamirim, na cidade do Recife, capital de Pernambuco. Inaugurado em 12 de dezembro de 1985, o Museu Murillo La Greca, fica situado no bairro do Parnamirim, Zona Norte do Recife, e é gerido pela Prefeitura do Recife através da Secretaria de Cultura e da Fundação de Cultura.

## Acervo
O acervo é composto principalmente por de obras de arte produzidas pelo professor e pintor clássico Murillo La Greca, são 1400 desenhos em que La Greca utilizou diversas técnicas, indo desde o crayon ao pastel. Além dos desenhos há também 160 pinturas entre paisagens, retratos e obras impressionistas. O museu conta também com discos, livros e mobiliários, além de algumas cartas trocadas pelo artista com nomes como Candido Portinari. Todo o material foi doado pelo pintor à Prefeitura do Recife.